# Mark Damon Espinoza
Mark Damon Espinoza (né le 24 juin 1960 à Beaumont (Texas)) est un acteur américain.
Il est surtout connu pour avoir joué Jesse Vasquez dans Beverly Hills 90210 de 1994 à 1995.

## Biographie
En 1995 et 1996, il fait une apparition dans deux épisodes de Mariés, deux enfants.

## Filmographie

### Cinéma
- 1993 :  Le fugitif

### Télévision
- 2022 : Code Quantum : Alberto Sandoval
- 2020 : Middle of Nowhere (TV) : Bill
- 2020 : Paper Tiger : Michael
- 2019 : American Exit: Dr. Figueroa
- 2019 : S.W.A.T. (TV) : Jorge
- 2018-2019 : Mayans M.C. (TV) : Nico Diehl
- 2018 : 9-1-1 (TV) : Uncle at Funeral
- 2018 : Esprits criminels (TV) : Scott Taveras
- 2018 : SEAL Team (TV) : Gen. Gene Parsons
- 2016-2017 : Major Crimes, épisode  Manipulation, épisodes 1 à 5 de la saison 6 et épisode Par n'importe quel moyen : Père Stan, le prêtre qui marie Sharon et Andy, et qui est impliqué dans la disparition de trois adolescents
- 2017 : Sweet/Vicious (TV) : The Dean
- 2016 : Secrets and Lies (TV) : Henry Stratman
- 2015-2016 : Amour, gloire et beauté (TV)
- 2015 : The Carmichael Show (TV) : Dr. Hunter
- 2012-2015 : Scandal (TV) : Chairman of Joint Chiefs
- 2014 : Pokers (TV) : Schmidt
- 2014 : Intelligence (TV) : Joseph Bernard
- 2014 : Perception'' (TV) : Victor
- 2013 : Cindy Alexander: Wonderful (Video short) : Restaurant Manager
- 2013 : NCIS : Los Angeles : Detective Lopez
- 2013 : Hôpital central (TV) : Juan Martinez
- 2013 : American Horror Story (TV) : Jorge
- 2012 : Body of Proof (TV) : Antonio Diaz
- 2011 : Private Practice (TV) : Richard Huvane
- 2010 : Gerald : Police Officer
- 2010 : Des jours et des vies (TV) : Justice of the Peace
- 2010 : Outlaw (TV) : Dr. Burt Jonas
- 2010 : Parenthood (TV) : Matt Fortunato
- 2010 : Castle (TV) : Professor Stevenson
- 2010 : Dr House (TV) : Stan
- 2008 : Mentalist, épisode  Du rouge à l'âme : Ed MacVicar
- 2008 : FBI - Portés disparus (TV) : Sgt. Aguilera
- 2008 : Les feux de l'amour (TV) : Agent Roberto Aguilar
- 2008 : Days of Wrath : Priest
- 2008 : Gemini Division (TV) : Sal Diaz
- 2008 : Enquêteur malgré lui Andres
- 2008 : Big Shots (TV) : Luis
- 2007 : Moonlight (TV) : Father Garza
- 2005 : Numb3rs (TV) : Frank Lopez
- 2005 : NCIS : Enquêtes spéciales : Sheriff Deke Lester
- 2004 : La Vie avant tout (TV)
- 2004 : JAG : Petty Officer First Class Joe Dakey
- 2003 : Karen Sisco (TV) : Hector Zapata
- 2003 : The Lyon's Den (TV) : David Perez
- 2003 : Nip/Tuck (TV) : Ron
- 2003 : The Agency (TV) : Col. Obregon
- 2002 : Fastlane (TV) : Eber Montalvo
- 2002 : New York Police Blues (TV) : Alberto Cepeda
- 2002 : For the People (TV) : Delgado
- 1999 : Eastside : Horacio Lopez
- 1999 : Boondoggle
- 1998 : Trinity (TV) : Raphael
- 1996 : Caroline in the City (TV) : Docteur
- 1995-1996 :  Mariés, deux enfants (TV) : Carlos
- 1996 : TV's All-Time Funniest Sitcom Weddings (TV)
- 1995 : Terror in the Shadows (TV) : Detective Alonso
- 1993 - 1995  : Beverly Hills 90210 (TV) : Jesse Vasquez